# 誰かに見られてる
『誰かに見られてる』（だれかにみられてる、原題: Someone to Watch Over Me）は、1987年のアメリカ合衆国の恋愛サスペンス映画。監督はリドリー・スコット、出演はトム・ベレンジャーとミミ・ロジャースなど。殺人を目撃した富豪の若い女性と彼女の護衛を任された刑事の愛を描いている。

## ストーリー
裕福な独身女性のクレアは、友人の美術商・ウインのパーティーに招かれ、彼がヴェンザという男に刺し殺される現場を目撃する。警察はヴェンザを終身刑にする唯一の証人として刑事のマイクをクレアの護衛をつける。
マイクはレセプション・パーティーに出席するクレアに同行する。だがヴェンザは女子の化粧室でクレアを待ち伏せて「証言するな」と脅した上で警察に自首する。
クレアが証言する前にヴェンザは逮捕時の手続きミスを言い立てて釈放される。恐怖に怯えるクレアをマイクが慰めるうちに2人は男女の仲になる。
妻のエリーに浮気を知られて家を追い出されたマイクはクレアの豪邸に泊まる。そこにヴェンザの雇った殺し屋が侵入して銃撃戦となったことで、マイクの行動が警察に知られる。マイクは懲戒委員会まで停職処分となる。
クレアは、ヴェンザから逃れ、マイクを家族に返すために、一人で海外に旅立つ決心を固める。そんな時、ヴェンザがマイクの家に押し入って妻子を人質に取る。クレアを連れて来いと叫ぶヴェンザの前にマイクは進み出る。元警官だった妻のエリーが護身用の銃でヴェンザを射殺し、家族は絆を取り戻す。

## キャスト
※括弧内は機内版の日本語吹替
- マイク・キーガン - トム・ベレンジャー（堀勝之祐）
- クレア・グレゴリー - ミミ・ロジャース（鈴木弘子）
- エリー・キーガン - ロレイン・ブラッコ（高畑淳子）
- トミー・キーガン - ハーレイ・クロス（菅谷政子）
- ジョーイ・ヴェンザ - アンドレアス・カツーラス（穂積隆信）
- ガーバー警部補 - ジェリー・オーバック（大宮悌二）
- ニール・スタインハート - ジョン・ルービンスタイン（納谷六朗）
- TJ - トニー・ディベネデット（江角英明）
- クーンツ - ジェームズ・モリアーティ（小室正幸）
- スコッティ - ダニエル・ヒュー・ケリー（戸谷公次）
- ウィン・ホッキング - マーク・モーゼス（大塚芳忠）

## スタッフ
- 監督・製作総指揮：リドリー・スコット
- 美術：ジム・ビゼル（英語版）
- 日本語字幕：戸田奈津子
- 日本語吹替翻訳：平田勝茂
- 日本語吹替演出：河村常平
- 日本語吹替制作：東北新社

## 評価
レビュー・アグリゲーターのRotten Tomatoesでは31件のレビューで支持率は65%、平均点は5.80/10、批評家の一致した見解は「ストーリー展開は時に受け入れがたいものがあるが、素晴らしい演技とリドリー・スコット監督のスタイリッシュな映像センスによって『誰かに見られてる』は魅力的なポリススリラーとなっている。」となった。Metacriticでは15件のレビューを基に加重平均値が55/100となった。